# Daniel Gómez Lillo
Daniel Gómez (Madrid, 1985) es un realizador audiovisual, documentalista y montador español.

## Filmografía
- "Tránsito" de Sergio Moreno Ramos (Montador) (2005)[1]
- "Atnit" de Sergio Moreno Ramos (Montador) (2006)
- "El epígrafe API" de Salvador Cuevas (Montador) (2008)[2]
- "Avestruz" (Realizador) (2010)
- "La Suerte" de Pablo Maqueda (Director de fotografía) (2010)
- "Cuando lo extraordinario es habitual" (Co-realizado por Lara Cano) (2012)[3]
- "Agrodomésticos" (Co-realizado por Lara Cano) (2013)[3]
- "No More Tour" (Director) (2013)[4]
- Fashion film "Unvers" (Realizador) (2014)[5]
- "9 años de desobediencia informativa" (Realizador) para el periódico Diagonal (2014)
- "Olhares na Distância" de J.G. Martín (Montador) (2015)[6]
- "Paideia" (Co-realizado por Néstor Juez, Alberto Díaz-Guerra y David Lorenzo) (2015)
- "NOLA?" de Fermin Muguruza (Director de fotografía y ayudante de dirección) (2015)[7]

## Vídeos musicales
- "Balazalak" de Fermin Muguruza (2008)[8]
- "Shoot the Singer" de Fermin Muguruza (2008)
- "Itzuliko Naiz" de Fermin Muguruza (2009)
- "Ezin Ihesi Berlin" de Fermin Muguruza (2009)[9]
- "Buscando una Vida Mejor" de NomadaSquaD (2009) (Co-realizado por Iris Laguna)[10]
- "Vida Loca" de Mentenguerra (2010)[11]
- "El Juego al que Jugamos" de Onassis Lucciano (2011) (director de fotografía)
- "Corazón Elocuente Remix" de Lori Meyers y Mentenguerra (2011) (Co-realizado por Lara Cano)
- "Al Fin" de Todo o Nada (2011) (One shot)[12]
- "Número Cinco" de Sofía Rhei (2011) (One shot)
- "American Dick" de Zuloak (2012)[13]
- "Zuloak Riot" de Fermin Muguruza Kontrakantxa (2013)
- "Baso Ilunetik" de Tania de Sousa (2014)
- "Del Amor y la Lucha" de Mentenguerra (2014)
- "Que silben las Navajas" de José el Chatarra y Los Chichos (2015)[14]
- "La negra flor" de Fermin Muguruza (versión de Radio Futura  (2016)[15]
- "Speed Light" de Lendakaris Muertos (2020)[16]

## Otros
- Videocreación "Salta" en la Fundación Pilar i Joan Miró, junto a Lara Cano Herrero, Mentenguerra y Vota Dier (2010)
- Booktrailer de la novela "Flores de Sombra" escrita por Sofía Rhei para Alfaguara (Co-realizado por Lara Cano) (2011)[17]
- Secuencia de créditos de "Zuloak", largometraje dirigido por Fermin Muguruza (2012)[18]
- Realizador de "Tres minutos con" para Masquepalabras Collective, con entrevistas a Alejandro Jodorowsky, Leo Bassi, Zahara, etc. (2012-2013)
- Realización de videodiarios y montaje de imágenes de archivo en "El Cosmonauta", largometraje dirigido por Nicolás Alcalá (2013)
- Vídeos promocionales sobre la colección de cervezas especiales Casimiro Mahou (2014-2015)

## Piezas para DVD y Blu-ray
- "Enrique Urbizu reflexiona sobre Sangre Sabia de John Huston" (operador de cámara)[19]
- "Entrevista a Giorgos Lanthimos", director de Canino (operador de cámara)[20]
- "Canino en el Diván" (operador de cámara)
- "Desmontando Airbag con reflexiones de Juanma Bajo Ulloa, Karra Elejalde, Fernando Guillén Cuervo, Manuel Manquiña y Pablo Blanco (operador de cámara)[21]
- "El proceso de remasterización de Airbag" (operador de cámara y montador)
- "Los trucos de Airbag" (operador de cámara y montador)
- "Joann Sfar (vida de un dibujante)", para la película Gainsbourg (vida de un héroe) (operador de cámara)[22]
- "Gran plano general con ciudad al fondo" de Pablo Maqueda, para La Humanidad de Bruno Dumont (director de fotografía)[23]
- "Entrevistas a Isaki Lacuesta y a Luisa Matienzo sobre el filme Los pasos dobles" (operador de cámara)[24]
- "Prentsaurrekoa Zinemaldia" con los participantes de Zuloak (realizador)[25]
- "Presentación de Zuloak" en Cineteca, Matadero Madrid[26]
- "Videoblog Fermin Muguruza Kontrakantxa 2013" [27]